# Simon Poidevin
Simon Paul Poidevin (Goulburn, 31 ottobre 1958) è un ex rugbista a 15 australiano, terza linea del Nuovo Galles del Sud e campione del mondo con gli Wallabies nel 1991.

## Biografia
Le prime esperienze di club di Poidevin risalgono all'epoca in cui fu ammesso 1978 all'Università del Nuovo Galles del Sud e fece parte della relativa selezione di rugby, per la quale in un quadriennio scese in campo 44 volte.
Fu selezionato per le selezioni giovanili australiane e nel 1979 rappresentò per la prima volta il Nuovo Galles del Sud.
Nel 1980 scese per la prima volta in campo per la Nazionale australiana, a Suva contro Figi; nel 1982 entrò nel Randwick, formazione di Sydney per la quale disputò 11 stagioni, con 125 presenze e 21 mete totali.
In Nazionale prese parte al tour del 1984 in cui l'Australia conseguì il suo primo Grande Slam vincendo tutti e quattro i test match contro le Nazionali delle Isole Britanniche, e fu tra i selezionati alla Coppa del Mondo di rugby 1987 che si tenne in Australia e Nuova Zelanda.
Nel 1988 fu insignito dell'onorificenza dell'Ordine dell'Australia per il suo contributo al rugby nazionale, e fu convocato per la Coppa del Mondo di rugby 1991 nel Regno Unito: nel corso di tale torneo disputò la sua ultima partita internazionale, il successo 12-6 sull'Inghilterra che diede all'Australia la Coppa del mondo.
Un anno più tardi si ritirò definitivamente dopo 59 incontri internazionali, 58 per il Nuovo Galles del Sud e 125 per il Randwick.
Da dopo il suo ritiro si occupa di finanza e scambi azionari; ha lavorato per 14 anni presso la filiale australiana di Citigroup con vari incarichi dirigenziali; dal 2009 è direttore esecutivo presso Pengana, altra compagnia di servizi finanziari.

## Palmarès
- Coppe del mondo: 1
Australia: 1991